# Marques (barca)
El Marques fue un barco registrado en Gran Bretaña que se hundió durante la Regata de grandes veleros en 1984.
El Marques fue construido en Valencia, España, en 1917, como un bergantín con aparejo de polaca. Se utilizó para transportar fruta desde las islas Canarias hasta el norte de Europa. Dañado durante la Segunda Guerra Mundial, fue reparado en 1947 y posteriormente utilizado en el mar Mediterráneo. Su mantenimiento era deficiente y, en 1971, estaba en malas condiciones.
En 1971, el inglés Robin Cecil-Wright compró el Marques y lo hizo reparar y reacondicionar en Southampton, Inglaterra. Fue utilizado en películas, especialmente en Drácula, y en programas de televisión como The Onedin Line y Poldark . En 1977, Mark Litchfield compró la mitad de las acciones del barco. Fue reacondicionado nuevamente, esta vez como bricbarca, principalmente para que pudiera desempeñar un papel en la serie de la BBC The Voyage of Charles Darwin (El viaje de Charles Darwin), en la que hizo de doble del barco de Darwin, el HMS Beagle. En ese momento fue rebautizado como Bark Marques.

## Hundimiento
En 1983, el Marques zarpó desde Plymouth, Inglaterra, hasta isla Antigua, en el mar Caribe, para ser utilizado en viajes chárter durante el invierno boreal. En el verano de 1984, navegó hasta San Juan, Puerto Rico, para competir en las regatas Cutty Sark Tall Ships.
El Marques ganó la primera regata de grandes veleros, de Puerto Rico a islas Bermudas. El 2 de junio de 1984, el barco partió de Hamilton en la segunda regata, con destino a Halifax, Nueva Escocia. En la noche del 2 de junio, el barco se encontró con un vendaval. En las primeras horas del 3 de junio, fue golpeado por una borrasca repentina y una gran ola, posiblemente una ola gigante, y fue derribado sobre su costado de estribor. Aunque el barco había sido reconvertido en un barco de entrenamiento de vela y crucero chárter, había conservado la escotilla de carga principal de sus días como buque comercial. Cuando fue derribado, la escotilla principal se rompió y el agua inundó el interior del barco. El buque se hundió en menos de un minuto, con la pérdida de 19 de sus 28 tripulantes.
Basándose en la documentación del barco, el marinero de veleros Daniel Parrott sugirió que la estabilidad transversal insuficiente (resistencia de un barco a volcar) podría haber contribuido o causado el hundimiento. Con el paso de los años, el aparejo del Marques se había modificado y probablemente se había aumentado la superficie de la vela, lo que inevitablemente disminuyó la estabilidad del barco, aunque no era necesariamente peligroso. El propietario anterior había evitado repetidamente una inspección de seguridad rutinaria del barco que habían solicitado las autoridades británicas. Por lo tanto, no está claro si la estabilidad del barco era problemática y, de ser así, si la inspección la habría detectado.